# Gene Stump
Eugene Andrew "Gene" Stump (Chicago, Illinois; 13 de noviembre de 1923 - West Palm Beach, Florida; 2014) fue un jugador de baloncesto estadounidense que disputó tres temporadas entre la BAA y la NBA. Con 1,88 metros de estatura, jugaba en la posición de escolta.

## Trayectoria deportiva

### Universidad
Jugó durante dos temporadas con los Blue Demons de la Universidad DePaul, entre 1945 y 1947.

### Profesional
Fue elegido en la vigésimo tercera posición del Draft de la BAA de 1947 por Boston Celtics, donde jugó dos temporadas, siendo la más destacada la segunda de ellas, en la que promedió 8,5 puntos y 1,0 asistencias por partido.
En 1949 fue traspasado a los Minneapolis Lakers, pero acabó la temporada en los Waterloo Hawks, retirándose al término de la misma, tras jugar 26 partidos en los que promedió 3,9 puntos.

#### Estadísticas en la BAA y la NBA

##### Temporada regular
| Temporada | Edad | Equipo             | Liga  | P   | TC  | TCA  | %TC  | TL  | TLA | %TL  | ASIS | FP  | PTS |
| 1947-48   | 24   | Boston Celtics     | BAA   | 43  | 1.4 | 5.7  | .239 | 0.6 | 0.9 | .632 | 0.4  | 1.5 | 3.3 |
| 1948-49   | 25   | Boston Celtics     | BAA   | 56  | 3.4 | 10.4 | .333 | 1.6 | 2.3 | .713 | 1.0  | 1.8 | 8.5 |
| 1949-50   | 26   | TOTAL              | NBA   | 49  | 1.3 | 4.3  | .296 | 0.8 | 1.1 | .685 | 0.9  | 1.2 | 3.3 |
| 1949-50   | 26   | Minneapolis Lakers | NBA   | 23  | 1.2 | 4.1  | .284 | 0.3 | 0.6 | .500 | 1.0  | 1.4 | 2.7 |
| 1949-50   | 26   | Waterloo Hawks     | NBA   | 26  | 1.4 | 4.5  | .305 | 1.2 | 1.5 | .750 | 0.8  | 1.0 | 3.9 |
| Total     |      |                    | TOTAL | 148 | 2.1 | 7.0  | .303 | 1.0 | 1.5 | .692 | 0.8  | 1.5 | 5.3 |
|           |      |                    | BAA   | 99  | 2.5 | 8.4  | .305 | 1.2 | 1.7 | .695 | 0.7  | 1.7 | 6.3 |
|           |      |                    | NBA   | 49  | 1.3 | 4.3  | .296 | 0.8 | 1.1 | .685 | 0.9  | 1.2 | 3.3 |

##### Playoffs
| Temporada | Edad | Equipo         | Liga | P | TCA | TC | TLA | TL | ASIS | FP | PTS | %TC  | PTS | AST |
| 1947-48   | 24   | Boston Celtics | BAA  | 3 | 1   | 3  | 0   | 0  | 0    | 2  | 2   | .333 | 0.7 | 0.0 |
| Total     |      |                | BAA  | 3 | 1   | 3  | 0   | 0  | 0    | 2  | 2   | .333 | 0.7 | 0.0 |